# 능내초등학교
능내초등학교는 대한민국 경기도 군포시에 있는 공립 초등학교이다.

## 학교 연혁
- 1993년 8월 26일 개교
- 1998년 3월 1일 도 지정 열린교육 시범학교 운영(~ 2000년 2월 29일)
- 1998년 5월 1일 학교 급식 실시
- 2004년 3월 1일 도 지정 교실수업 개선 중심학교 지정 운영(~ 2006년 2월 28일)
- 2009년 3월 1일 영어정책 연구 시범학교 지정운영(~ 2011년 2월 28일)
- 2013년 3월 1일 혁신 클러스터교 운영
- 2013년 3월 1일 제7대 양미자 교장 부임
- 2014년 2월 19일 제21회 졸업식(졸업생 147명 / 누계 3,861명)
- 2014년 2월 28일 초등돌봄교실 추가 1실 구축
- 2014년 3월 1일 혁신학교 준비교 운영
- 2014년 3월 1일 27학급 편성

## 참고 자료
- 능내초등학교 - 한국교육학술정보원 학교알리미